# 喬沙河

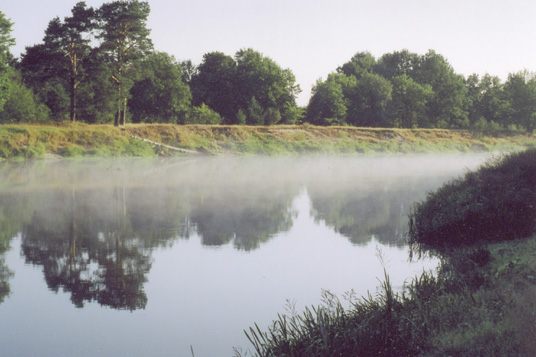
喬沙河

喬沙河是俄羅斯的河流，位於下諾夫哥羅德州內，屬於奧卡河的右支流，河道全長311公里，流域面積7,800平方公里，在每年11月至12月上旬開始結冰，直至翌年3月下旬至4月上旬，河畔城鎮有阿爾扎馬斯。